# Stenamma smithi
Stenamma smithi är en myrart som beskrevs av Cole 1966. Stenamma smithi ingår i släktet Stenamma och familjen myror. Inga underarter finns listade i Catalogue of Life.

## Bildgalleri

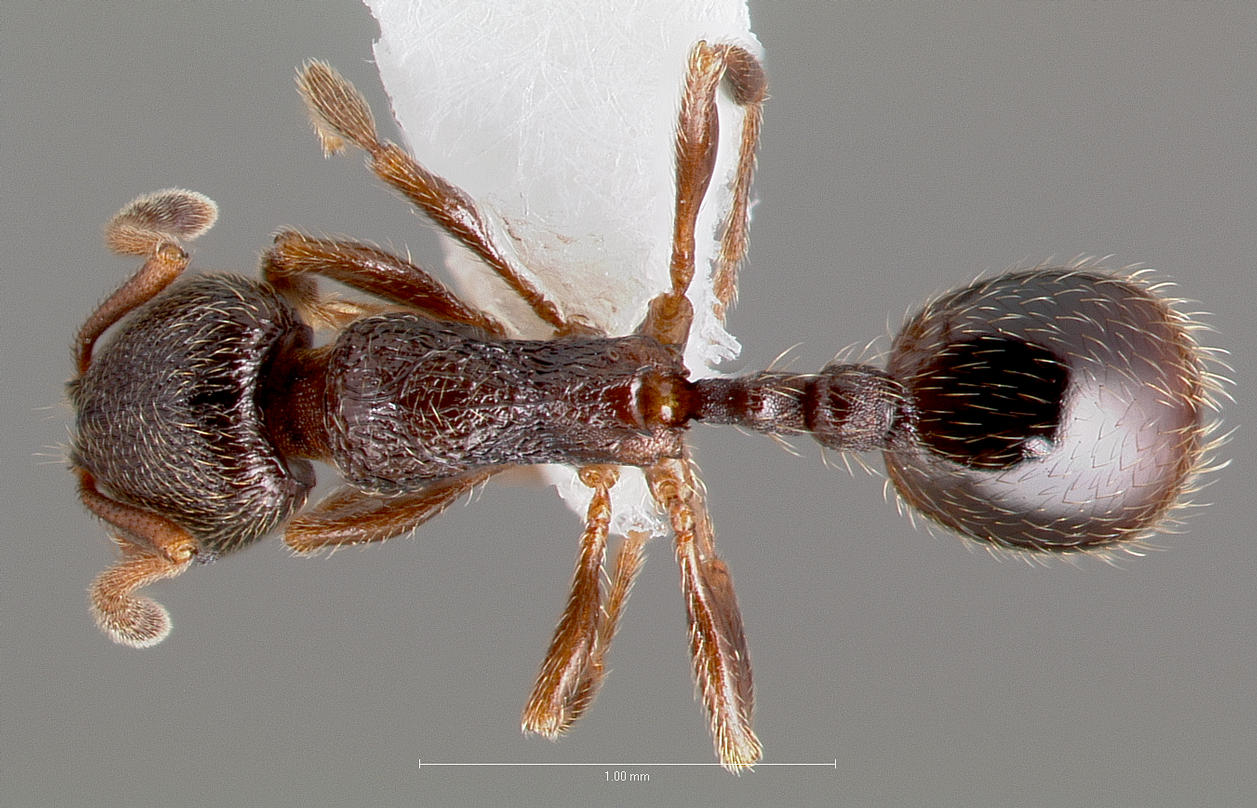
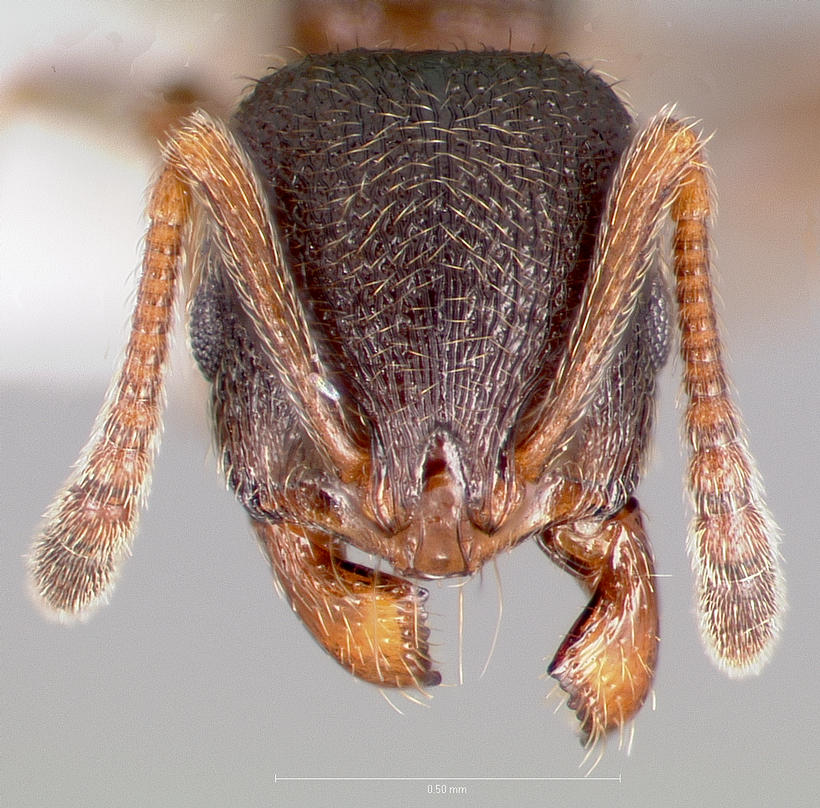
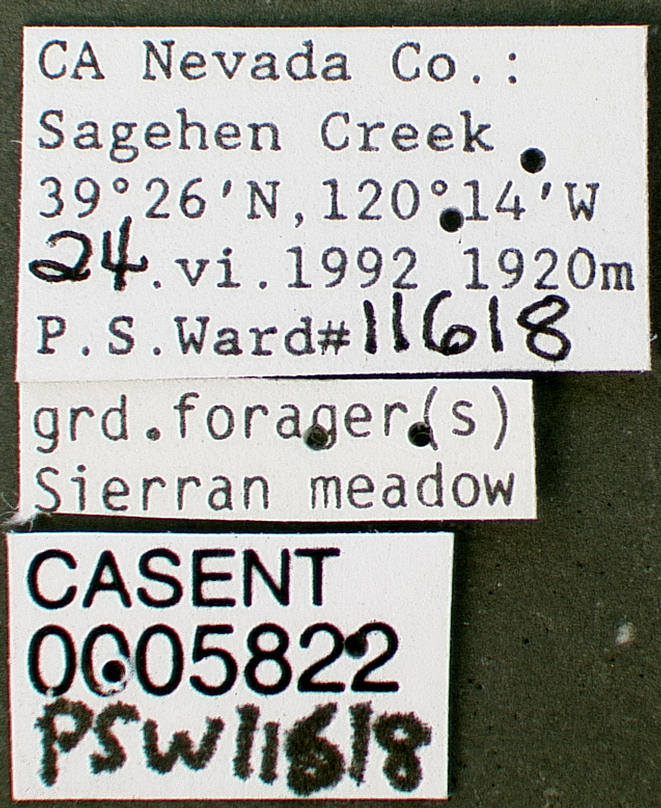
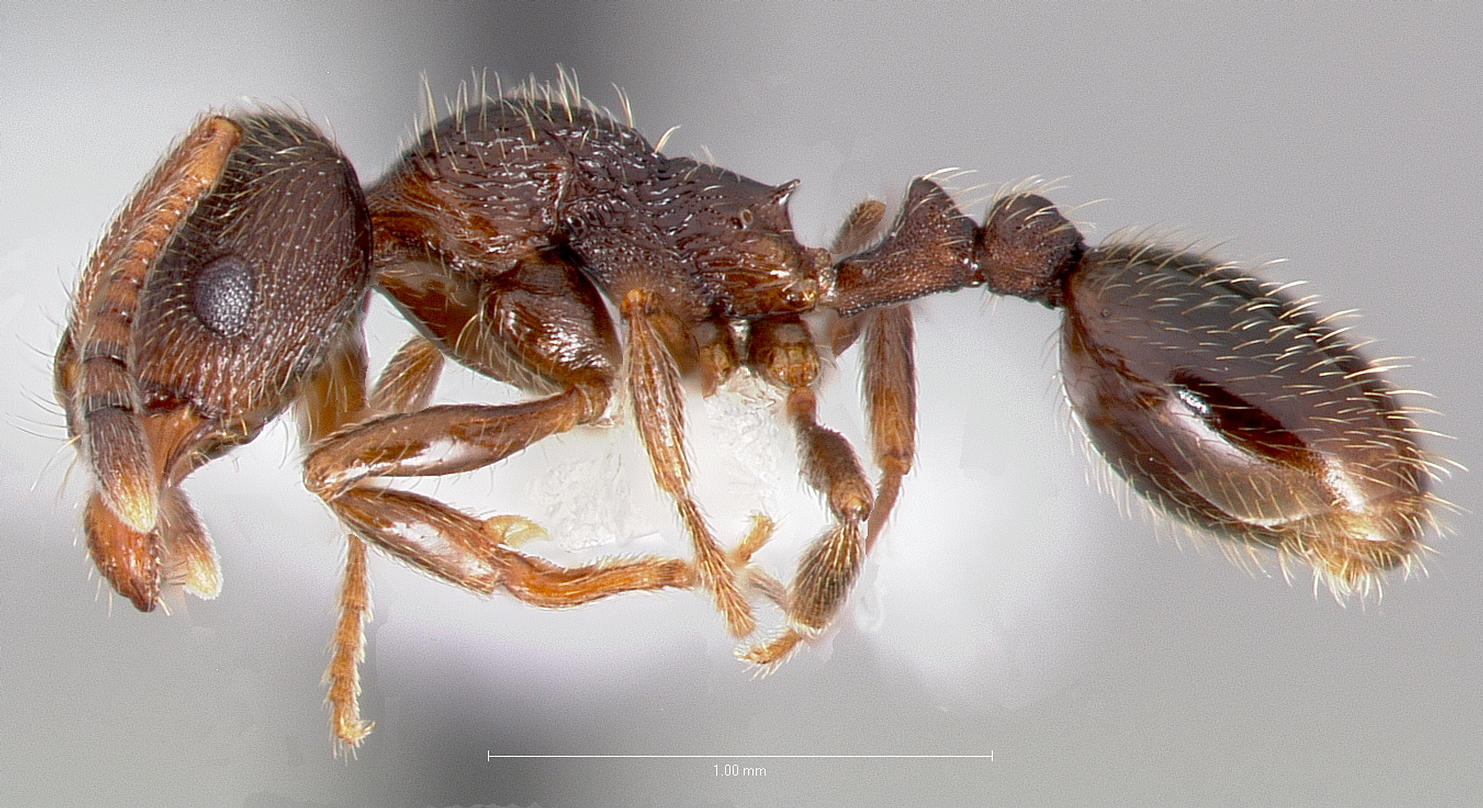